# 아리마치 사오리
아리마치 사오리(일본어: 有町 紗央里, 1988년 7월 12일 ~ )는 일본의 여자 축구 선수이다.

## 국가대표팀 경력
2008년 FIFA U-20 여자 월드컵에 출전했다.
그녀는 2013년 9월 22일 나이지리아과의 경기에서 일본 국가대표팀에 데뷔했다. 2015년 EAFF 여자 동아시안컵에도 출전했다. 그녀는 2016년까지 국제 A매치 통산 6경기에 출전했다.

## 통계
| 일본 | 일본 | 일본 |
| 연도 | 출전 | 득점 |
| ---- | ---- | ---- |
| 2013 | 1    | 0    |
| 2014 | 0    | 0    |
| 2015 | 4    | 0    |
| 2016 | 1    | 0    |
| 통산 | 6    | 0    |